# Sarcobatus
Genre
Classification APG III (2009)
Sarcobatus est un genre biologique d'arbuste à fleurs de la famille des Sarcobataceae (parfois de la famille des Chenopodiaceae). Selon les sources, le genre contient une ou deux espèces.
Le nom Sarcobatus vient du grec sarko (qui signifie chair) et de batos (qui signifie ronce). Cela provient de ses épines et de la chair de la plante succulente.

## Habitat
L'arbuste est présent à l'ouest de l'Amérique du Nord. Au Canada, il est présent en Colombie-Britannique et en Alberta. Aux États-Unis, l'arbuste est présent du Dakota du Nord au Texas et de l'État de Washington jusqu'en Californie. Il est également présent au nord du Mexique (Coahuila). Sarcobatus est halophyte et supporte les milieux salins. Il apprécie les zones ensoleillées dans des zones plates comme des lits asséchés de rivières et des zones désertiques.

## Description

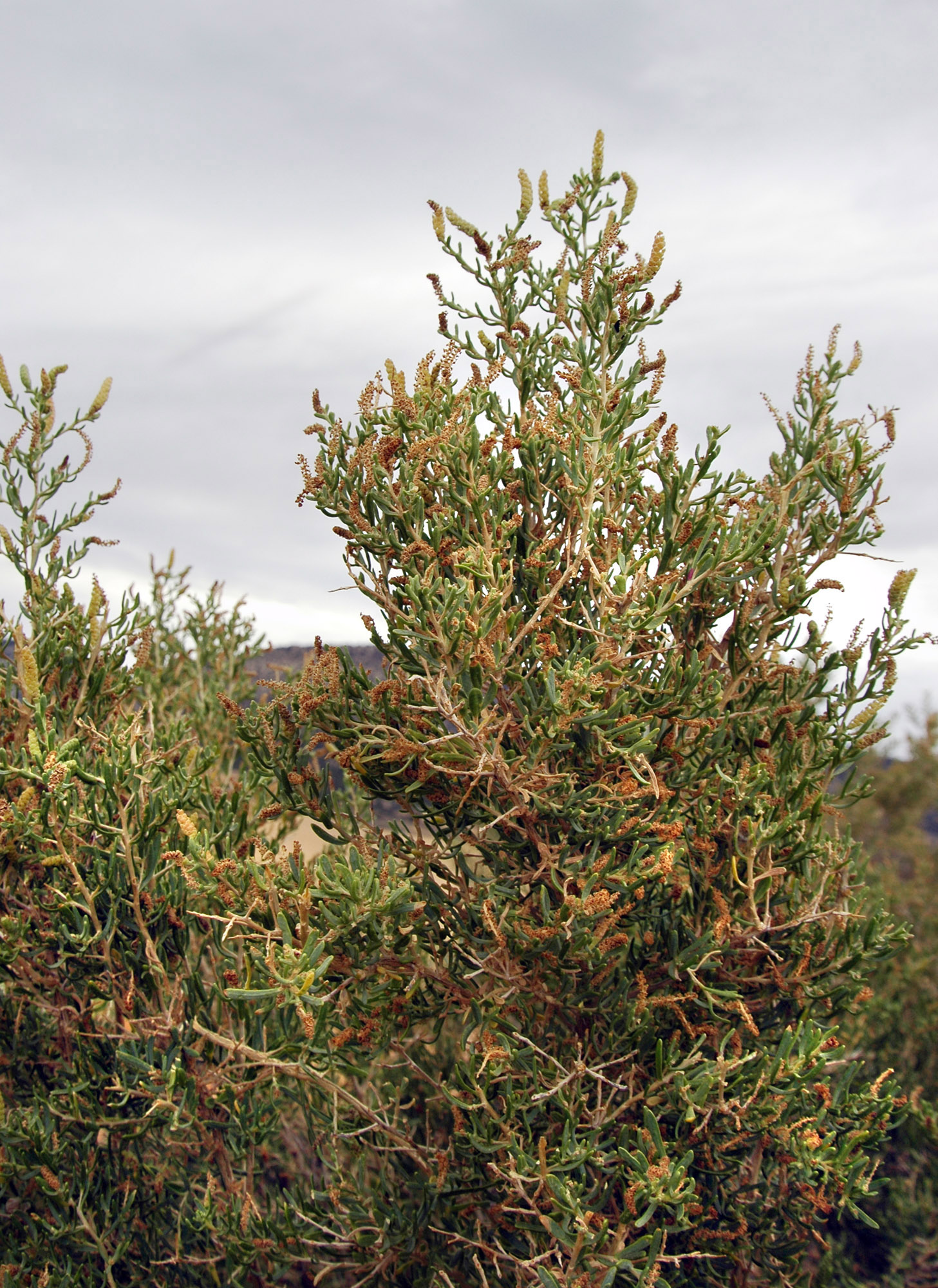
Sarcobatus.

Sarcobatus est un genre d'arbuste caduc qui atteint une taille comprise entre 50 cm et 3 mètres. Ses branches sont épineuses et il s'agit d'une plante succulente dont les feuilles font 1 à 4 cm de long pour 1 à 2 mm de large. Les feuilles sont de coloration verte. Les fleurs sont unisexuées et apparaissent de juin à août. L'arbuste se propage grâce à des graines brunes contenues dans ses fruits verts ailés
Bien que parfois mangé par certains animaux, le bétail peut être empoisonné en le consommant par suite de la présence d'oxalates (sodium ou potassium). Les Amérindiens utilisaient l'arbuste en tant que bois de chauffage.

## Espèces
Selon les sources, le genre biologique Sarcobatus contient une ou deux espèces:
- Sarcobatus vermiculatus (Hook.) Torr.;
- Sarcobatus baileyi Coville (syn. Sarcobatus vermiculatus var. baileyi (Coville) Jepson). Seulement présent au Nevada. Petit arbuste (50 cm à 1 m). Feuilles pubescentes de 10 à 16 mm de long.

Selon NCBI (26 juil. 2010) :
- Sarcobatus vermiculatus

Selon ITIS (26 juil. 2010) :
- Sarcobatus vermiculatus var. vermiculatus (Hook.) Torr.
- Sarcobatus vermiculatus (Hook.) Torr.